# Junior (computerschaak)
Junior is een computerschaakprogramma dat is geschreven door de Israëlische programmeurs Amir Ban en Shay Bushinsky. Ze kregen hulp van grootmeester Boris Alterman, die zich in het bijzonder met het openingsboek bezighoudt. De multiprocessor variant van het programma wordt Deep Junior genoemd. 
De laatste versie van het programma is Deep Junior 13.  

## Titels
- Wereldkampioen computerschaak: 1997, 2001
- Wereldkampioen microcomputers: 2002, 2004 en 2006.

## Sterkte
In vergelijking met Deep Blue, dat 200 miljoen stellingen per seconde doorzoekt, is Deep Junior minder snel. Het programma, dat voor meerdere processors is geoptimaliseerd, rekent zo'n 9 miljoen stellingen per seconde, maar is selectiever dan Deep Blue in wat het wel en niet doorrekent.
Volgens Bushinsky telt Junior een gewone zet als twee zetten, en een interessante zet als één zet, of zelfs minder. Op deze manier worden interessante zetten dieper berekend. 
Volgens de bouwers wordt Junior ook afgestemd op de zwaktes van zijn tegenstander. Waardoor het misschien niet de beste zet in een stelling doet, maar wel voor de tegenstander een zo lastig mogelijke zet.

## Matches
- 2003: Deep Junior speelde 3-3 gelijkspel tegen Garri Kasparov.
- 2006: Match gewonnen tegen Teimour Radjabov.